# Revérbero Constitucional Fluminense
O Revérbero Constitucional Fluminense foi um periódico publicado no Rio de Janeiro, então capital brasileira, e que circulou após o retorno da Família Real Portuguesa ao reino (com o fim da censura), às vésperas da Independência.
Publicado por Joaquim Gonçalves Ledo e por Januário da Cunha Barbosa, circulou entre 15 de setembro de 1821 e 8 de Outubro de 1822. Apresentava de doze a dezesseis páginas, inicialmente de quinze em quinze dias, passando a semanário.
Inicialmente também, defendia a conservação de um Reino Unido, evoluindo, posteriormente, para a defesa de um projeto nacionalista em prol da emancipação política do país.
Após a Independência, os seus editores foram exilados por suas ideias liberais